# Plave
Plave – wieś w Słowenii, w gminie Kanal ob Soči. W 2018 roku liczyła 227 mieszkańców.